# 7. etape af Vuelta a España 2018
7. etape af Vuelta a España 2018 gik fra Puerto Lumbreras til Pozo Alcón 31. august 2018. 
Tony Gallopin vandt etapen, mens Rudy Molard forsvarede den røde førertrøje.

## Etaperesultater
| \| Etaperesultat \| Etaperesultat \| Etaperesultat \| Etaperesultat \| Etaperesultat \| \| Rytter \| Rytter \| Hold \| Tid \| \| \| ------------- \| ------------------ \| ------------------------- \| ------------- \| ------------- \| \| 1. \| Tony Gallopin \| AG2R La Mondiale \| 4t 18' 20" \| \| \| 2. \| Peter Sagan \| Bora-Hansgrohe \| + 5" \| \| \| 3. \| Alejandro Valverde \| Movistar Team \| + 5" \| \| \| 4. \| Eduard Prades \| Euskadi-Murias \| + 5" \| \| \| 5. \| Omar Fraile \| Astana \| + 5" \| \| \| 6. \| Rigoberto Urán \| EF Education First-Drapac \| + 5" \| \| \| 7. \| Jon Izagirre \| Bahrain-Merida \| + 5" \| \| \| 8. \| Enric Mas \| Quick-Step Floors \| + 5" \| \| \| 9. \| Wilco Kelderman \| Team Sunweb \| + 5" \| \| \| 10. \| Sepp Kuss \| LottoNL-Jumbo \| + 5" \| \| |                    |                           |            |
| |                    |                           |            |
| Kilde: ProCyclingStats |                    |                           |            |
| Etaperesultat |                    |                           |            |
| Rytter | Rytter             | Hold                      | Tid        |
| 1. | Tony Gallopin      | AG2R La Mondiale          | 4t 18' 20" |
| 2. | Peter Sagan        | Bora-Hansgrohe            | + 5"       |
| 3. | Alejandro Valverde | Movistar Team             | + 5"       |
| 4. | Eduard Prades      | Euskadi-Murias            | + 5"       |
| 5. | Omar Fraile        | Astana                    | + 5"       |
| 6. | Rigoberto Urán     | EF Education First-Drapac | + 5"       |
| 7. | Jon Izagirre       | Bahrain-Merida            | + 5"       |
| 8. | Enric Mas          | Quick-Step Floors         | + 5"       |
| 9. | Wilco Kelderman    | Team Sunweb               | + 5"       |
| 10. | Sepp Kuss          | LottoNL-Jumbo             | + 5"       |

## Samlet efter etapen

### Samlede stilling
| \| Samlede stilling \| Samlede stilling \| Samlede stilling \| Samlede stilling \| Samlede stilling \| \| Rytter \| Rytter \| Hold \| Tid \| \| \| ---------------- \| ------------------ \| ----------------- \| ---------------- \| ---------------- \| \| 1. \| Rudy Molard \| Groupama-FDJ \| 26t 44' 40" \| \| \| 2. \| Alejandro Valverde \| Movistar Team \| + 47" \| \| \| 3. \| Emanuel Buchmann \| Bora-Hansgrohe \| + 48" \| \| \| 4. \| Simon Yates \| Mitchelton-Scott \| + 51" \| \| \| 5. \| Tony Gallopin \| AG2R La Mondiale \| + 59" \| \| \| 6. \| Michał Kwiatkowski \| Team Sky \| + 1' 06" \| \| \| 7. \| Jon Izagirre \| Bahrain-Merida \| + 1' 11" \| \| \| 8. \| Nairo Quintana \| Movistar Team \| + 1' 14" \| \| \| 9. \| Steven Kruijswijk \| LottoNL-Jumbo \| + 1' 18" \| \| \| 10. \| Enric Mas \| Quick-Step Floors \| + 1' 23" \| \| |                    |                   |             |
| |                    |                   |             |
| Kilde: ProCyclingStats |                    |                   |             |
| Samlede stilling |                    |                   |             |
| Rytter | Rytter             | Hold              | Tid         |
| 1. | Rudy Molard        | Groupama-FDJ      | 26t 44' 40" |
| 2. | Alejandro Valverde | Movistar Team     | + 47"       |
| 3. | Emanuel Buchmann   | Bora-Hansgrohe    | + 48"       |
| 4. | Simon Yates        | Mitchelton-Scott  | + 51"       |
| 5. | Tony Gallopin      | AG2R La Mondiale  | + 59"       |
| 6. | Michał Kwiatkowski | Team Sky          | + 1' 06"    |
| 7. | Jon Izagirre       | Bahrain-Merida    | + 1' 11"    |
| 8. | Nairo Quintana     | Movistar Team     | + 1' 14"    |
| 9. | Steven Kruijswijk  | LottoNL-Jumbo     | + 1' 18"    |
| 10. | Enric Mas          | Quick-Step Floors | + 1' 23"    |

### Pointkonkurrencen
| Pointkonkurrence | Pointkonkurrence     | Pointkonkurrence          | Pointkonkurrence | Pointkonkurrence |
| Rytter           | Rytter               | Hold                      | Point            |                  |
| ---------------- | -------------------- | ------------------------- | ---------------- | ---------------- |
| 1.               | Alejandro Valverde   | Movistar Team             | 51 point         |                  |
| 2.               | Michał Kwiatkowski   | Team Sky                  | 48 point         |                  |
| 3.               | Peter Sagan          | Bora-Hansgrohe            | 43 point         |                  |
| 4.               | Elia Viviani         | Quick-Step Floors         | 41 point         |                  |
| 5.               | Tony Gallopin        | AG2R La Mondiale          | 35 point         |                  |
| 6.               | Simon Clarke         | EF Education First-Drapac | 30 point         |                  |
| 7.               | Danny van Poppel     | LottoNL-Jumbo             | 30 point         |                  |
| 8.               | Ben King             | Dimension Data            | 29 point         |                  |
| 9.               | Alessandro De Marchi | BMC Racing Team           | 28 point         |                  |
| 10.              | Wilco Kelderman      | Team Sunweb               | 27 point         |                  |

### Bjergkonkurrencen
| Bjergkonkurrence | Bjergkonkurrence | Bjergkonkurrence           | Bjergkonkurrence | Bjergkonkurrence |
| Rytter           | Rytter           | Hold                       | Point            |                  |
| ---------------- | ---------------- | -------------------------- | ---------------- | ---------------- |
| 1.               | Luis Ángel Maté  | Cofidis, Solutions Crédits | 42 point         |                  |
| 2.               | Pierre Rolland   | EF Education First-Drapac  | 20 point         |                  |
| 3.               | Ben King         | Dimension Data             | 12 point         |                  |
| 4.               | Ben Gastauer     | AG2R La Mondiale           | 7 point          |                  |
| 5.               | Bauke Mollema    | Trek-Segafredo             | 6 point          |                  |
| 6.               | Nikita Stalnow   | Astana                     | 6 point          |                  |
| 7.               | Thomas De Gendt  | Lotto-Soudal               | 5 point          |                  |
| 8.               | Simon Clarke     | EF Education First-Drapac  | 4 point          |                  |
| 9.               | Nans Peters      | AG2R La Mondiale           | 4 point          |                  |
| 10.              | Richie Porte     | BMC Racing Team            | 4 point          |                  |

### Kombinationskonkurrencen
| Kombinationskonkurrence | Kombinationskonkurrence | Kombinationskonkurrence   | Kombinationskonkurrence | Kombinationskonkurrence |
| Rytter                  | Rytter                  | Hold                      | Point                   |                         |
| ----------------------- | ----------------------- | ------------------------- | ----------------------- | ----------------------- |
| 1.                      | Alejandro Valverde      | Movistar Team             | 14 point                |                         |
| 2.                      | Michał Kwiatkowski      | Team Sky                  | 26 point                |                         |
| 3.                      | Ben King                | Dimension Data            | 37 point                |                         |
| 4.                      | Bauke Mollema           | Trek-Segafredo            | 58 point                |                         |
| 5.                      | Laurens De Plus         | Quick-Step Floors         | 60 point                |                         |
| 6.                      | Simon Clarke            | EF Education First-Drapac | 60 point                |                         |
| 7.                      | Simon Yates             | Mitchelton-Scott          | 66 point                |                         |
| 8.                      | Pierre Rolland          | EF Education First-Drapac | 79 point                |                         |
| 9.                      | Ben Gastauer            | AG2R La Mondiale          | 80 point                |                         |
| 10.                     | Jack Haig               | Mitchelton-Scott          | 86 point                |                         |

### Holdkonkurrencen
| Holdkonkurrence | Holdkonkurrence                          | Holdkonkurrence | Holdkonkurrence |
| Hold            | Hold                                     | Tid             |                 |
| --------------- | ---------------------------------------- | --------------- | --------------- |
| 1.              | Astana                                   | 80t 12' 58"     |                 |
| 2.              | Lotto NL-Jumbo                           | + 2' 39"        |                 |
| 3.              | Movistar Team                            | + 4' 41"        |                 |
| 4.              | Bora-Hansgrohe                           | + 6' 25"        |                 |
| 5.              | Bahrain-Merida                           | + 7' 38"        |                 |
| 6.              | Dimension Data                           | + 10' 38"       |                 |
| 7.              | EF Education First-Drapac p/b Cannondale | + 12' 37"       |                 |
| 8.              | Sky                                      | + 12' 50"       |                 |
| 9.              | UAE Team Emirates                        | + 17' 50"       |                 |
| 10.             | AG2R La Mondiale                         | + 23' 02"       |                 |